# حباك وينز
حباك وينز (الاسم العلمي: Ploceus weynsi) نوع من الطيور الصغيرة من فصيلة الحباك، متوطن في جمهورية الكونغو الديمقراطية، تنزانيا وأوغندا.